# Arcibiskupský zámek Kroměříž
Arcibiskupský zámek postavený ve slohu raného baroka a k němu přiléhající Podzámecká zahrada a Květná zahrada jsou nejvýznamnějšími památkami Kroměříže a patří ke klenotům Moravy. V roce 1995 byl celý komplex zařazen mezi národní kulturní památky. V roce 1998 byl zapsán na Listinu světového přírodního a kulturního dědictví UNESCO. Na zámku sídlí Národní památkový ústav, územní správa památkových objektů v Kroměříži. Zámek i sbírky jsou v majetku Arcibiskupství olomouckého, odborným správcem sbírek je Arcidiecézní muzeum Olomouc.

## Historie

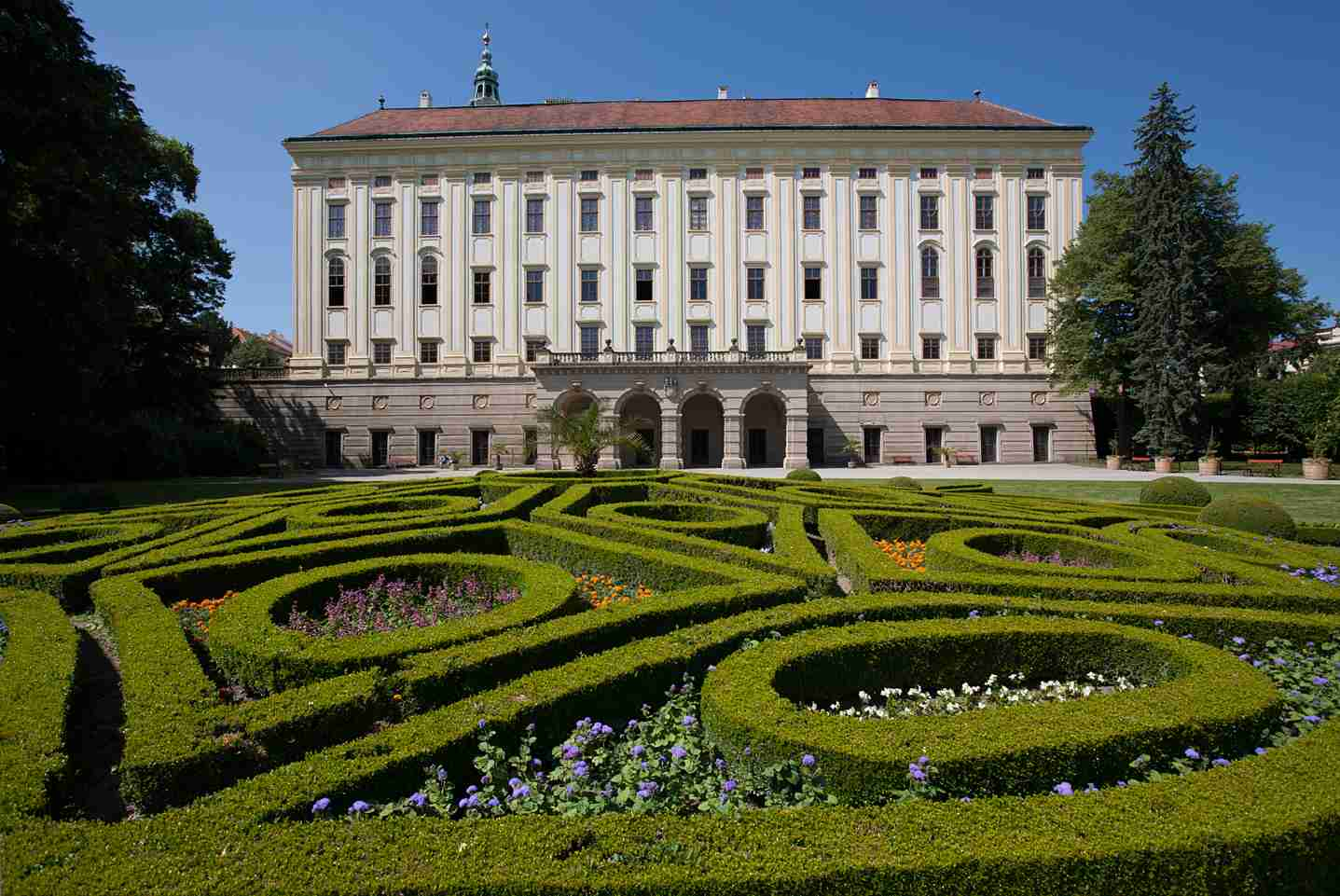
Arcibiskupský zámek a Arcidiecézní muzeum Kroměříž

Arcibiskupský zámek v Kroměříži patří mezi přední kulturně historické památky na  Moravě, byl majetkem olomouckých biskupů a  arcibiskupů, kterým sloužil jako reprezentační sídlo. Roku 1110 koupil trhovou osadu Kroměříž olomoucký biskup Jan II. (1104–1126), od té doby byla majetkem biskupství (arcibiskupství) olomouckého, v polovině 13. století biskup Bruno ze Schauenburku (1245–1281) povýšil Kroměříž na město (1261) a  na  místě dnešního zámku nechal postavit gotický hrad, zavedl manský správní systém a do Kroměříže situoval veškerou administrativní správu biskupství. Hrad byl za episkopátu Stanislava I. Thurza (1496–1554) přestavěn na renesanční zámek.
Pohromou pro město i zámek se stala třicetiletá válka, roku 1643 byla Kroměříž dobyta a zničena švédskými vojsky generála Lennarta Torstensona. S obnovou Kroměříže a zámku započal biskup Karel II. z Lichtensteinu-Castelcorna (1665–1694), na základě projektů císařských dvorních architektů F. Luccheseho a G. P. Tencally byl zámek vystavěn zhruba do dnešní podoby. Roku 1752 vypukl ve městě požár, který zničil desítky domů a značně poškodil 2. poschodí a  interiéry zámku. Stavební obnova trvala dvacet let a byla dokončena za biskupa Hamiltona. V letech 1848–1849 se Arcibiskupský zámek stal dějištěm zasedání Ústavodárného říšského sněmu rakouských národů. Ze stavebních úprav 20. století byla nejvýznamnější rekonstrukce zámecké věže (věž zapálila ustupující německá vojska v posledních dnech druhé světové války).
Zámek je dnes nejen unikátním historickým objektem, ale také živým badatelským centrem ukrývajícím bohaté sbírky obrazů, knih či hudby, které mají kořeny v osvícené činnosti sběratelů několika století.

## Architektura

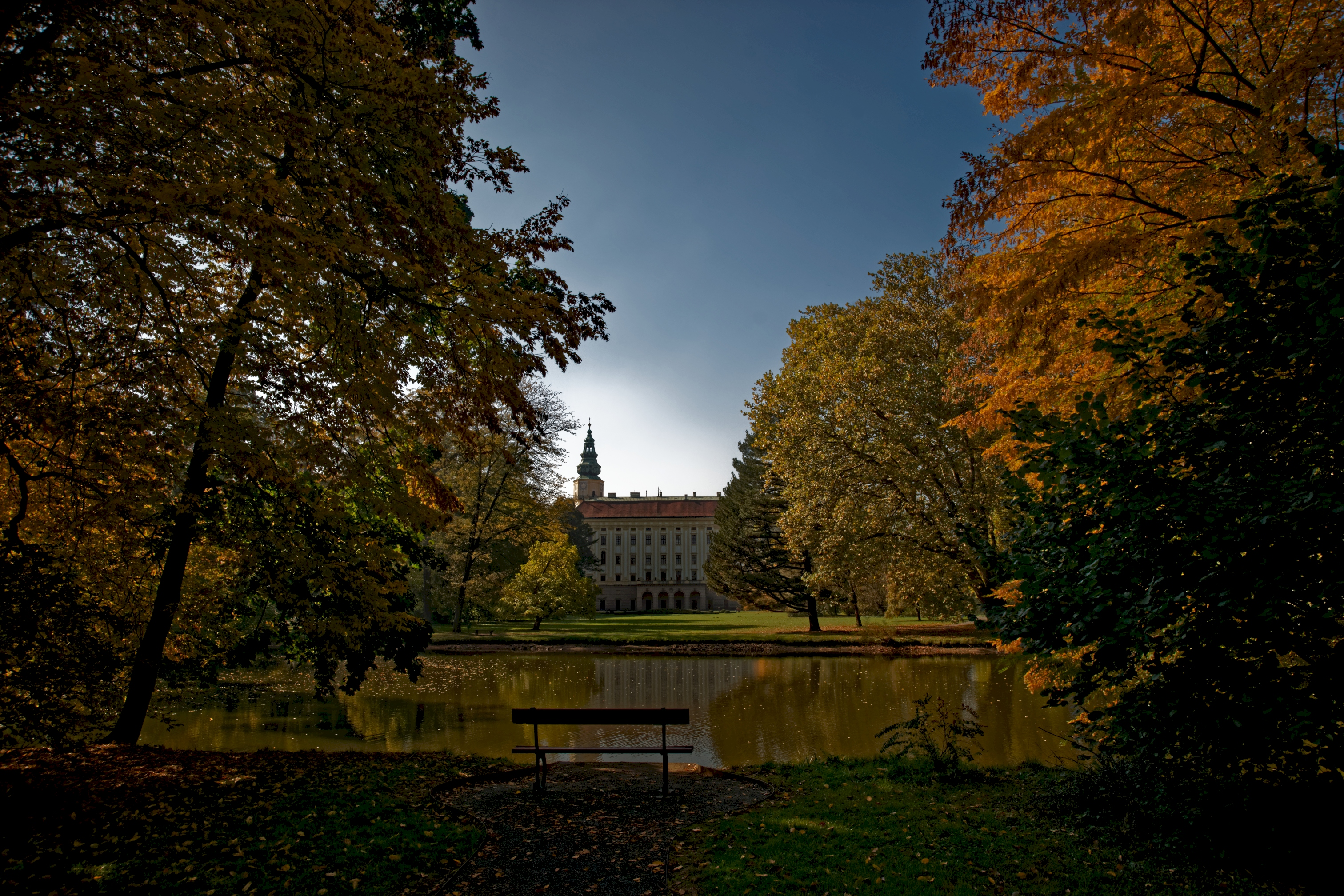
Arcibiskupský zámek z Podzámecké zahrady

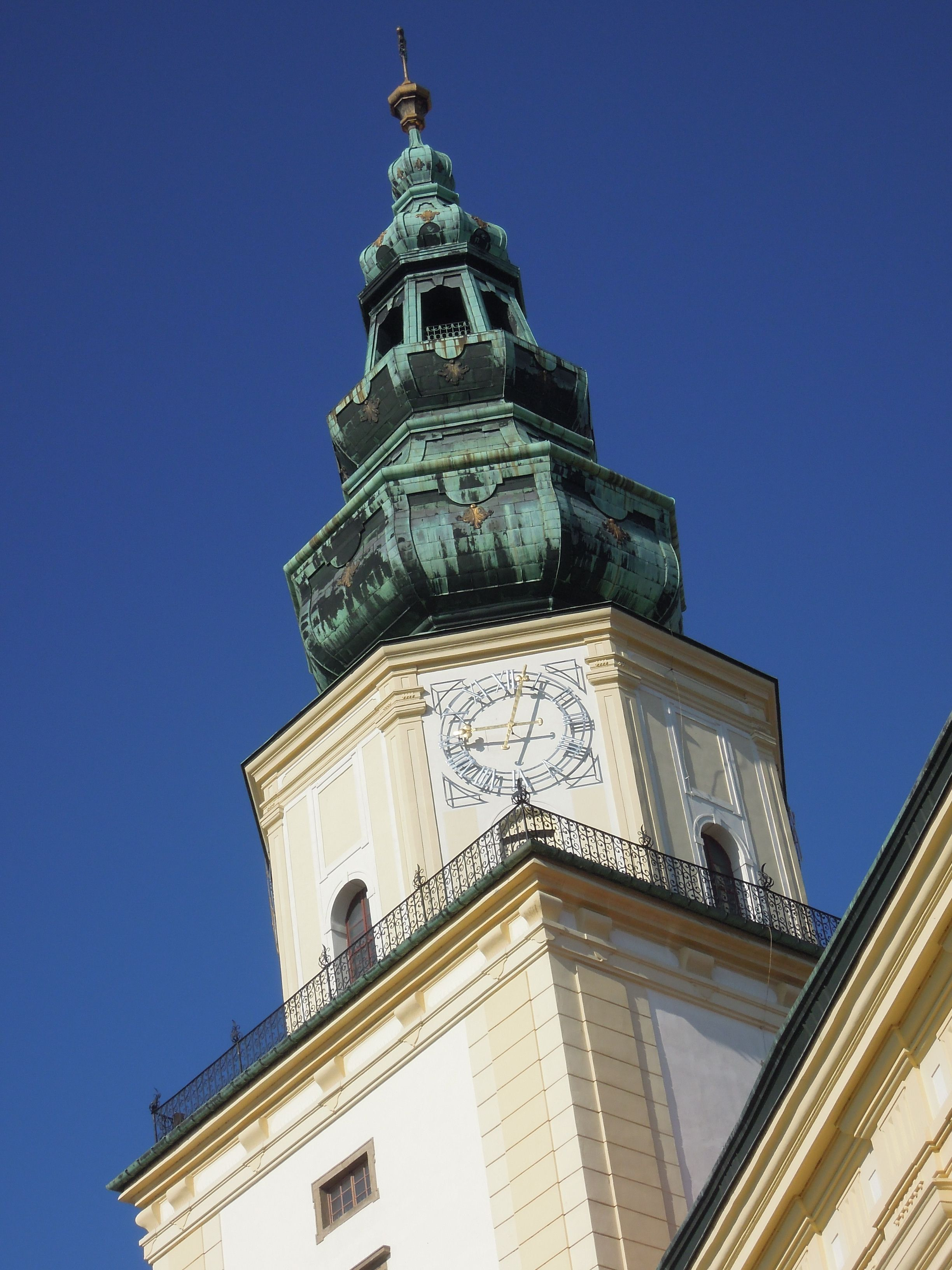
Věž Arcibiskupského zámku.

Barokní zámek je příkladem mimořádné architektury. K zámku přiléhá romantická Podzámecká zahrada, nedaleko se nachází barokní geometricky koncipovaná Květná zahrada, vybudovaná olomouckým biskupem Karlem II. z Lichtensteinu-Castelcorna.
Jednotlivé části zámku byly v minulosti hierarchizovány – přízemí bylo věnováno hospodářským a provozním prostorám, v druhém podlaží byly soustředěny reprezentativní prostory, třetí podlaží kladlo důraz na biskupovu světskou a úřední moc. Obě patra, věž a sala terrena jsou přístupné veřejnosti.

### Věž
Dominantu zámku i celé Kroměříže představuje 84 metrů vysoká věž, jejíž součástí je čtyřboká hranolová obranná věž – pozůstatek biskupského hradu. Roku 1643 a 1752 padla věž za oběť požáru, v roce 1768 byla definitivně opravena a nově pokryta mědí. Na konci druhé světové války věž zapálili němečtí vojáci, avšak díky obětavosti Kroměřížanů byl požár uhašen a věž byla v letech 1947–1948 zrekonstruována do dnešní podoby.

## Interiéry
Seznam vnitřních prostor zámku:

### Sněmovní sál
Sněmovní sál kroměřížského zámku je jeden z nejkrásnějších rokokových interiérů ve střední Evropě. Zajímavostí sálu je nástropní malba, která je ve skutečnosti provedena na plátně. Sál byl místem konání Ústavodárného říšského sněmu rakouských národů (Kroměřížský sněm)  z roku 1848. Tento sněm začal původně 22. července 1848 ve Vídni, ale 7. října 1848 byl kvůli eskalaci událostí revoluce v Rakouském císařství přerušen a přesunut do Kroměříže.
Sněmovní sál neboli Velká jídelna je jedním z nejkrásnějších a největších sálů na zámku. Impozantní sál značných rozměrů (délka 30 x šířka 14 x výška 16 m), vyzdobený nástropními olejomalbami a 22 lustry. Tři velké nástropní obrazy jsou dílem Franze Adolpha z Freenthalu, prostřední z nich je apoteózou biskupa Hamiltona. Původně sloužil jako hlavní slavnostní sál a jídelna, avšak v letech 1848–1849 proslul jako dějiště konání Ústavodárného říšského sněmu (Kroměřížský sněm) – proto bylo v sále po dobu sněmu zbudováno dřevěné stupňovité podium pro jednání poslanců. V roce 1900 byl sál elektrifikován podle návrhu Františka Křižíka.
Jeho interiér patří k nejkrásnějším rokokovým interiérům ve střední Evropě a často je využíván při filmovém natáčení.

### Malá jídelna
Sloužila k  slavnostním jídlům v menší společnosti. Stoly, komody i sedací nábytek, jimiž je vybavena, vznikly ve 2. polovině 18. století. Stěny pokrývá paneláž 111 obrazů se zvířecími, biblickými i mytologickými náměty.

### Trůnní sál
V tomto sále s ornamentální štukovou výzdobou stropů a obrazovou paneláží na stěnách přijímali olomoučtí arcibiskupové vzácnější a významnější návštěvy. Do 60. let 20. století zde byl umístěn originál obrazu Apollo a Marsyas italského renesančního malíře Tiziana, jedno z nejcennějších děl na území Česka, v současné době vystavené v zámecké obrazárně.

### Poradní sál
Název připomíná události roku 1848, kdy na zámku zasedal Ústavodárný říšský sněm. Během zasedání sněmu se v tomto pokoji scházel klub slovanských poslanců k poradám. Sál s nábytkem v novobarokním stylu je zároveň portrétní galerií nejvýznamnějších olomouckých biskupů a arcibiskupů.

### Carský pokoj
Sál byl zařízen jako památka na setkání cara Alexandra III. a rakouského císaře Františka Josefa I. v roce 1885.

### Manský sál
Sloužil k  reprezentaci světské moci olomouckých biskupů a byl místem pro konání manských sněmů a soudů, což připomínají tři manské truhlice v interiéru. Výzdoba sálu patří k z uměleckého hlediska nejhodnotnějším. Stěny jsou obloženy umělým mramorem se zlacenými rokokovými řezbami. Fresková výzdoba z roku 1759 je dílem Franze Antona Maulbertscha, figurální a ornamentální štukovou výzdobu provedl sochař František Ondřej Hirnle.

### Stará knihovna
Současný vzhled knihovny pochází ze 2. poloviny 18. století. Autorem výmalby velkého sálu, oslavující zakladatele knihovny biskupa Lichtensteina a jejího obnovitele biskupa Egkha, je brněnský malíř Josef Stern. Mobiliář doplňují čtyři velké glóby s hvězdnou a zemskou mapou ze 17. století.

### Kaple sv. Šebestiána
Soukromá kaple ve druhém patře zámku byla vysvěcena 20. dubna 1766. Sochy, štuky a oltář zhotovila dílna sochaře Františka Ondřeje Hirnleho, autorem malířské výzdoby je brněnský malíř Josef Stern. Na klenbě blíže vstupu je zobrazena scéna Křtu knížete Svatopluka sv. Cyrilem. Na pendetivech je čtveřice alegorických ctností Láska, Víra, Naděje a Síla. Na klenbě na oltářem je Bůh Otec doprovázený anděly. Oltářní obraz Umučení sv. Šebestiána pochází zřejmě z Vídeňského prostředí. Po stranách stojí sousoší sv. Cyrila křtící dítě a sv. Maxmiliána z Lorchu udílející almužnu. Stěny pokrývá umělý mramor se zlacenými štukaturami. 

### Sala terrena
Nachází se v přízemí zahradního křídla zámku, zajišťovala přechod ze zámku do Podzámecké zahrady a sloužila k pořádání hudebních a divadelních produkcí. Zatímco vyšší patra zámku prošla různými stavebními úpravami, sala terrena si uchovala původní podobu z konce 17. století. Skládá se ze tří velkých sálů upravených podle projektů Giovanniho Pietra Tencally se sochařskou a štukovou výzdobou Baldassare Fontany a Jeana Baptista Dusarta, freskami na stropech od významného italského malíře Paola Antonia Paganiho, a dvěma umělými jeskyněmi po stranách (tzv. grotty). Nechybí umělé krápníky, ornamenty z mušlí a lastur a fontánka uprostřed.

## Sbírky
| Rok  | Počet návštěvníků |
| ---- | ----------------- |
| 2015 | 193 743           |
| 2016 | 207 230           |
| 2017 | 182 477           |
| 2018 | 178 176           |

Seznam významných zámeckých sbírek:

### Obrazárna
Obrazárna zámku Kroměříž je po Národní galerii druhou nejvýznamnější sbírkou obrazů v Česku. Část obrazů je vystavena v historických sálech zámku a zbytek tvoří samostatný prohlídkový okruh zámku. Jádro jedinečné obrazové sbírky tvoří kolekce obrazů zakoupená biskupem Karlem Liechtensteinem Kastelkornem ve 2. polovině 17. století. Na konci 90. let byla provedena rozsáhlá reinstalace arcibiskupské obrazárny v duchu nejnovějších zásad a trendů galerijní praxe. Nově instalovanou obrazárnu doprovodil dosud nejucelenější katalog z roku 1998. Celkový počet obrazů na zámku je 538.

#### Mezi nejvýznamnější díla patří

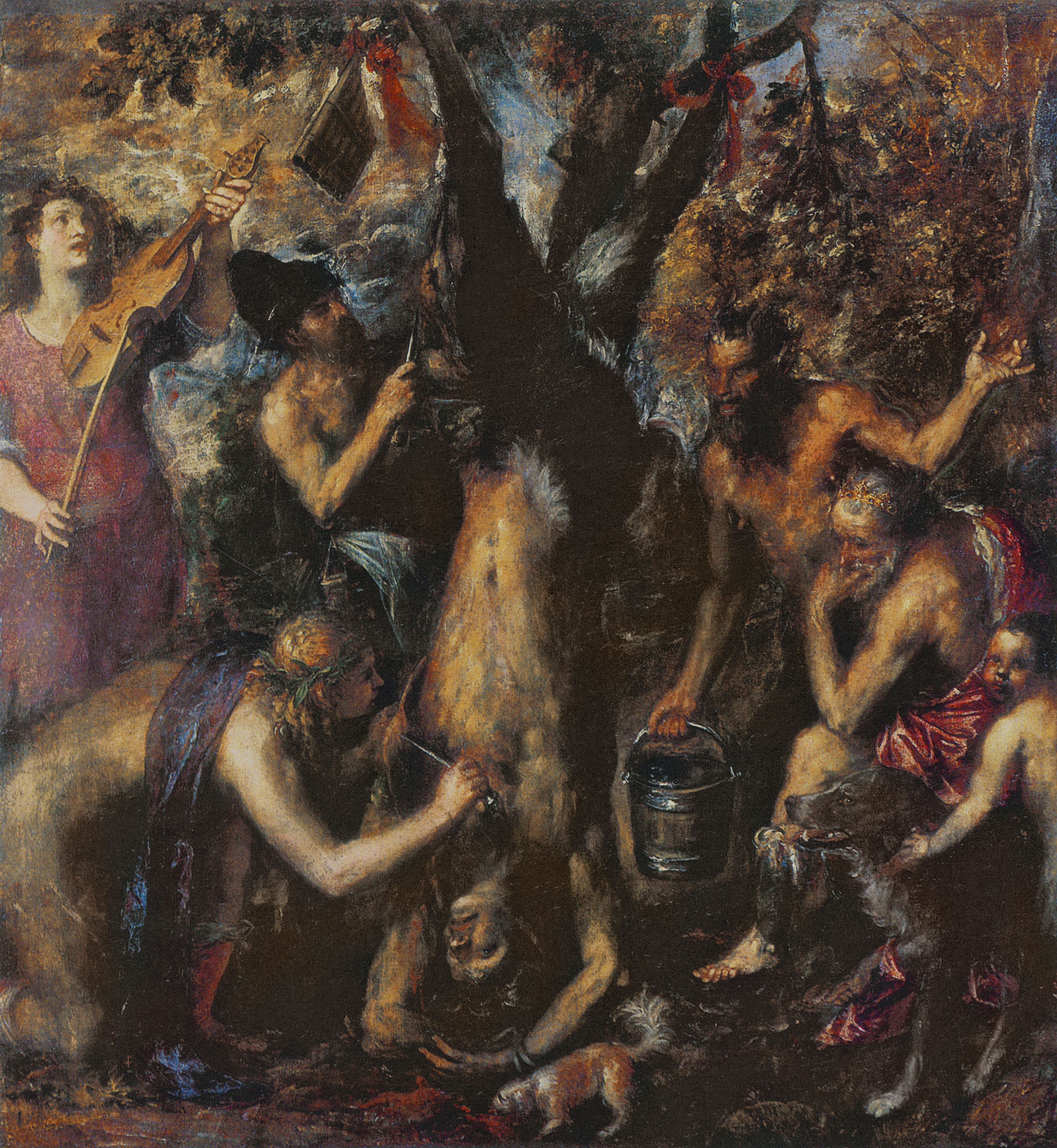
Apollo a Marsyas, obraz italského pozdně renesančního umělce Tiziana. Nachází se v obrazárně kroměřížského zámku jako součást arcidiecézního muzea.

Tizian Vecellio – Apollo a Marsyas, gotický cyklus Mistra kroměřížského mariánského oltáře, Lucas Cranach starší – Stětí sv. Kateřiny a Stětí sv. Jana Křtitele, Paolo Veronese – Jedenáct apoštolů, Jan I Brueghel – Selská rvačka, Annibale Carracci – Latona proměňuje sedláky v žáby, Luca Giordano – Tři Marie u Kristova hrobu, Anthonis van Dyck – Portrét anglického krále Karla I. a jeho manželky Henrietty Marie a Portrét muže s rukavicemi atd.
V roce 2011 byl z podnětu prof. Ivo Hlobila na půdě zámku znovuobjeven velkoformátový obraz Zavraždění svatého Václava vídeňského malíře Antona Pettera namalovaný v roce 1844, který zachycuje moment zavraždění knížete Václava jeho bratrem Boleslavem. Se svými rozměry 8,5 na 5,1 metru se řadí k největším obrazům v Česku. Obraz byl po restaurování dlouhodobě zapůjčen do Opavy, kde je vystaven v gotickém kostele sv. Václava.
Součástí zámecké obrazárny je kabinet kresby a grafiky, který byl zřízen v r. 2016. Jsou zde vystaveny faksimilie nejcennějších starých kreseb ze 16. století.

### Hudební archiv
Hudební archiv Kroměřížského zámku je rozsáhlá a svým významem ojedinělá sbírka hudebnin. Obsahuje díla P. J. Vejvanovského, A. M. z Otradovic, H. I. F. Bibera, J. H. Schmelzera, A. Pogliettiho, J. Haydna, W. A. Mozarta, Ludwiga van Beethovena a dalších. V roce 2018 byl ve 2. patře zámku otevřen Kabinet hudby, představující výběr dokumentů a hudebnin.

### Zámecká knihovna
Zámecká knihovna patří k významným světovým historickým knižním fondům. V knihovně je i uložena jedna z nejstarších liturgických knih dochovaných v českých zemích. Nejstarší památkou je Kroměřížský sakramentář (Sacramentarium Cremsiriense) – Kodex Sacramentale z 2. pol. 9. století, Francouzsko-burgundská bible ze 13. století, Kutnohorská bible Martina z Tišnova z konce 15. století, korány ze 16. století atd. Unikátní sbírka, založená biskupem Karlem II. z Lichtensteinu-Castelcorna čítá téměř 90 000 svazků, více než 400 rukopisů a téměř 200 prvotisků.

### Sbírka mincí a medailí
Sbírka je nejvýznamnější numismatickým souborem na našem území a zároveň přední sbírka církevních ražeb na světě (svým rozsahem, výběrem a uměleckou hodnotou). Byla postupně budována od 2. poloviny 17. století, počínajíc biskupem Karlem II. z Liechtenštejna - Kastelkornu, který odkázal svou kolekci biskupství. V  darech dále pokračovali i další biskupové a arcibiskupové. V polovině 19. století olomoucký arcibiskup Bedřich z Fürstenberka vyčlenil dostatečné finanční prostředky na nákup vybraných mincí a medailí a také stanovil jasnou akviziční politiku, čímž zásadně povýšil její význam a hodnotu. Sbírka je považována za jednu z největších svého druhu v celé Evropě. Její celkový stav čítá 10 167 mincí a medailí. Po radikální rekonstrukci biskupské mincovny umístěné na sladovnickém předměstí za Mlýnskou branou využívá správa Arcibiskupského zámku pro stálou expozici mincovnictví olomouckých arcibiskupů přízemí této budovy. Část sbírky zaměřená na ražby porýnských arcibiskupů a kurfiřtů je vystavena v prostorách trezorové knihovny v zámku.